# Paddi Edwards
Patricia Mary Ursula „Paddi“ Edwards (* 8. März 1931 in Bristol, England; † 18. Oktober 1999 in Encino, Kalifornien) war eine US-amerikanische Schauspielerin und Synchronsprecherin britischer Abstammung. Einige Quellen nennen als Geburtsort London und als Geburtsdatum den 9. Dezember 1931 bzw. 1932.

## Leben
Edwards war die älteste Tochter von James Edwards und Rosemary Hughes. Nachdem die Familie aus England in die Vereinigten Staaten ausgewandert war, wuchs Edwards in Waban im US-Bundesstaat Massachusetts auf; ihre jüngere Schwester Loraine wurde im benachbarten Newton geboren.
1952, im Alter von 21 Jahren, ließ sich Edwards einbürgern und nahm die US-amerikanische Staatsbürgerschaft an.
Edwards, die für ihre heisere raue Stimme bekannt war und eine Tochter namens Cindy hatte, starb im Alter von 67 Jahren an den Folgen respiratorischer Insuffizienz.

## Karriere
Edwards begann ihre Theaterkarriere Anfang der 1960er Jahre am Broadway in New York City. So war sie 1962 als Helouise und als Mutter in Félicien Marceaus Bühnenstück The Egg (frz. L’Œuf) zu sehen, 1963 als Alice in Peter Ustinovs Bühnenstück Photo Finish und 1965 als Mrs. Hudson in dem Musical Baker Street von Marian Grudeff und Raymond Jessel, nach einem Buch von Jerome Coopersmith.
Später spielte sie in Moss Harts Bühnenstück Light Up The Sky und führte selbst Regie, unter anderem in Neil Simons Barefoot in the Park, mit dem zuvor Nick Clooney berühmt wurde. Brooks Jones brachte sie nach Cincinnati, wo sie für mehrere Jahre am Playhouse in the Park spielte und auch Regie führte; zuerst als Gastschauspielerin, später fest im Ensemble.
Zurück in England spielte sie unter anderem in Birmingham und im West End von London am Windmill Theater.
Neben der Arbeit auf der Bühne war sie auch regelmäßig zwischen 1955 und 1966 und wieder ab 1977 im Film und Fernsehen zu sehen; sowohl in den Vereinigten Staaten als auch im Vereinigten Königreich. So war sie in der Fernsehserie Harrys wundersames Strafgericht als Hank Shannon zu sehen und als Gestaltwandlerin Anya in einer Folge der Science-Fiction-Serie Raumschiff Enterprise – Das nächste Jahrhundert. Im Film war sie unter anderem in Halloween III zu sehen.
Aufgrund ihrer besonderen Stimme war Edwards auch eine gefragte Synchronsprecherin. So war sie ab Ende der 1980er Jahre in zahlreichen Filmen und Fernsehserien für Disney zu hören. Bekannt wurde sie bereits 1984 als englische Stimme der Gottheit Gozer (auch: Gozer der Gozerianer, Gozer der Vernichter, Gozer der Reisende, Volguus Zildrohar) im ersten Teil der Originalverfilmung von Ghostbusters – Die Geisterjäger.
Zu den zahlreichen von ihr gesprochenen Disney-Charakteren gehören die Aale Flotsam und Jetsam (dt. Abschaum und Meerschaum) – die hinterhältigen Handlanger der bösen Krake Ursula – in Arielle, die Meerjungfrau aus dem Jahr 1989, sowie Atropos und Lachesis aus den Hercules-Filmen aus den Jahren 1997 und 1999 und der gleichnamigen Zeichentrickserie. Sie war auch in der Neuverfilmung des Disney-Klassikers 101 Dalmatiner im Jahr 1996 zu hören und hatte eine wiederkehrende Stimme in der Zeichentrickserie Pepper Ann. Nach ihrem Tod wurden „Flotsam und Jetsam“ von Corey Burton gesprochen.
Sie hielt der Bühne immer die Treue und war auch in Regional- und Repertoire-Theater-Aufführungen zu sehen oder führte Regie. Einen letzten Auftritt vor der Kamera hatte sie 1995 in der Sitcom Ellen mit Ellen DeGeneres.
Im deutschen Sprachraum wurde Edwards unter anderem von Ingeborg Christiansen, Eva Gelb, Anita Höfer, Sigrid Lagemann, Haide Lorenz, Christel Merian, Hannelore Minkus, Barbara Ratthey, Lutz Riedel, Margot Rothweiler, Kerstin Sanders-Dornseif, Eva-Ingeborg Scholz und Oliver Stritzel synchronisiert.

## Filmografie (Auswahl)

### Film
- 1960: Inn for Trouble
- 1960: Augen der Angst
- 1961: Schmutziges Geld (Payroll)
- 1978: Zwei heiße Typen auf dem Highway
- 1980: Verhängnisvolle Leidenschaft (Rape and Marriage: The Rideout Case; Fernsehfilm)
- 1982: Life of the Party: The Story of Beatrice (Fernsehfilm)
- 1982: Halloween 3 – Die Nacht der Entscheidung
- 1983: Zuhause ist der Teufel los (Wait till Your Mother Gets Home!; Fernsehfilm)
- 1983: One Cooks, the Other Doesn’t (Fernsehfilm)
- 1983: Sein oder Nichtsein
- 1984: Ghostbusters – Die Geisterjäger (Stimme)
- 1984: Engel auf Abwegen (It Came Upon the Midnight Clear; Fernsehfilm)
- 1985: … und fanden keinen Ausweg mehr (Fernsehfilm)
- 1986: Blue City
- 1986: Die Stewardessen Academy
- 1986: Under the Influence (Fernsehfilm)
- 1987: Der letzte Seitensprung (The Last Fling; Fernsehfilm)
- 1987: Engel des Todes (Deadly Care; Fernsehfilm)
- 1987: Nicht jetzt, Liebling (Surrender)
- 1988: Secret Witness (Fernsehfilm)
- 1989: Jackée (Pilot-Fernsehfilm; Ableger von 227)
- 1989: Arielle, die Meerjungfrau (Stimme)
- 1991: Diagnose – Positiv (Deadly Desire; Fernsehfilm)
- 1991: Jail Force (auch: Hotel Oklahoma)
- 1993: Teenage Lolita – Verlockende Unschuld (Casualties of Love: The “Long Island Lolita” Story; Fernsehfilm)
- 1994: Edith Ann: Homeless Go Home (Fernsehfilm; Stimme)
- 1997: Der tapfere kleine Toaster als Retter in der Not (The Brave Little Toaster to the Rescue; Stimme)
- 1997: Hercules (Stimme)
- 1998: Der tapfere kleine Toaster fliegt zum Mars (The Brave Little Toaster Goes to Mars; Stimme)
- 1999: Hercules: Zero to Hero (Stimme)
- 2000: Goofy nicht zu stoppen (Stimme; post-mortem)

### Fernsehen
- 1955: London Playhouse
- 1957: Mostly Maynard
- 1957–1959: Hancock’s Half Hour
- 1958: Television Playwright
- 1960: The Trouble with Harry (basierend auf Immer Ärger mit Harry)
- 1960: Arthur’s Treasured Volumes
- 1960: Meet the Champ
- 1962: Polizeirevier 87 (87th Precinct)
- 1962: Thriller
- 1966: New York Television Theatre (The Jewish Wife, The Informer)
- 1977: Laverne & Shirley (auch: Laverne DeFazio & Shirley Feeney)
- 1978: Rebecca of Sunnybrook Farm
- 1978: Two’s Company
- 1980: CHiPs
- 1981–1982: Too Close for Comfort
- 1982: Trapper John, M.D.
- 1982: Crisis Counselor
- 1982: Romance Theatre
- 1983: Newhart
- 1983: Die Himmelhunde von Boragora
- 1983: Die Zeitreisenden
- 1984: Remington Steele
- 1984: Ich bin kein Mörder (Fatal Vision; Miniserie)
- 1984: Mord ist ihr Hobby
- 1984–1986: Agentin mit Herz
- 1987: Dallas
- 1987: Buck James
- 1987: I Married Dora
- 1988: Cheers
- 1988: Disney-Land (Disneyland)
- 1989: Raumschiff Enterprise – Das nächste Jahrhundert
- 1989: 227
- 1989: Murphy Brown
- 1990: Alles Pasta! (The Fanelli Boys)
- 1990: Alles Okay, Corky?[12]
- 1991: Harrys wundersames Strafgericht
- 1991: Veronica Clare
- 1992: Batman (Stimme)
- 1993: Die Legende von Prinz Eisenherz (Stimme)
- 1993: Arielle, die Meerjungfrau (Stimme)
- 1994: Eine schrecklich nette Familie
- 1994: Sister, Sister
- 1994: Good Advice
- 1994: Sieben allein zu Haus (On Our Own)
- 1994: Aaahh!!! Monster (Stimme)
- 1994–1996: Phantom 2040 (Stimme)
- 1995: Ellen
- 1997: 101 Dalmatiner (Stimme)
- 1997–2000: Pepper Ann (Stimme)
- 1998–1999: Hercules (Stimme)
- 1999: Abenteuer mit Timon und Pumbaa (Stimme)

### Videospiel
- 1992: Ariel: The Little Mermaid (auch: Disney’s Ariel the Little Mermaid)
- 1997: Ariel’s Story Studio
- 1997: Disney’s Hercules
- 1998: Disney’s Hades Challenge
- 2000: Die kleine Meerjungfrau 2 (post-mortem)

## Theater
- 1962: The Egg (Bühnenstück; Cort Theatre, New York City)[8]
- 1963: Photo Finish (Bühnenstück; Brooks Atkinson Theatre, New York City)[8]
- 1965: Baker Street (Musical; Broadway Theatre, New York City)[8]
- Light Up The Sky (Bühnenstück; Edgecliff’s Theater, New York City)[9]
- Barefoot in the Park (Bühnenstück; Beef & Boards Dinner Theatre)[9]
- 1994: Habeas Corpus (Bühnenstück; Matrix Theatre Company, Los Angeles)[15]